# Cholodna hora (stanice metra v Charkově)
Cholodna hora (ukrajinsky Холодна гора) je konečná stanice charkovského metra na Cholodnohirsko-Zavodské lince.

## Charakteristika
Stanice je trojlodní, obklad pilířů a kolejové zdi jsou z mramoru.
Stanice má dva vestibuly, vestibuly mají dohromady šest východů a všechny ústí na ulici Poltavskou. Vestibul je s nástupištěm propojen schodištěm.